# Evaristo Carvalho

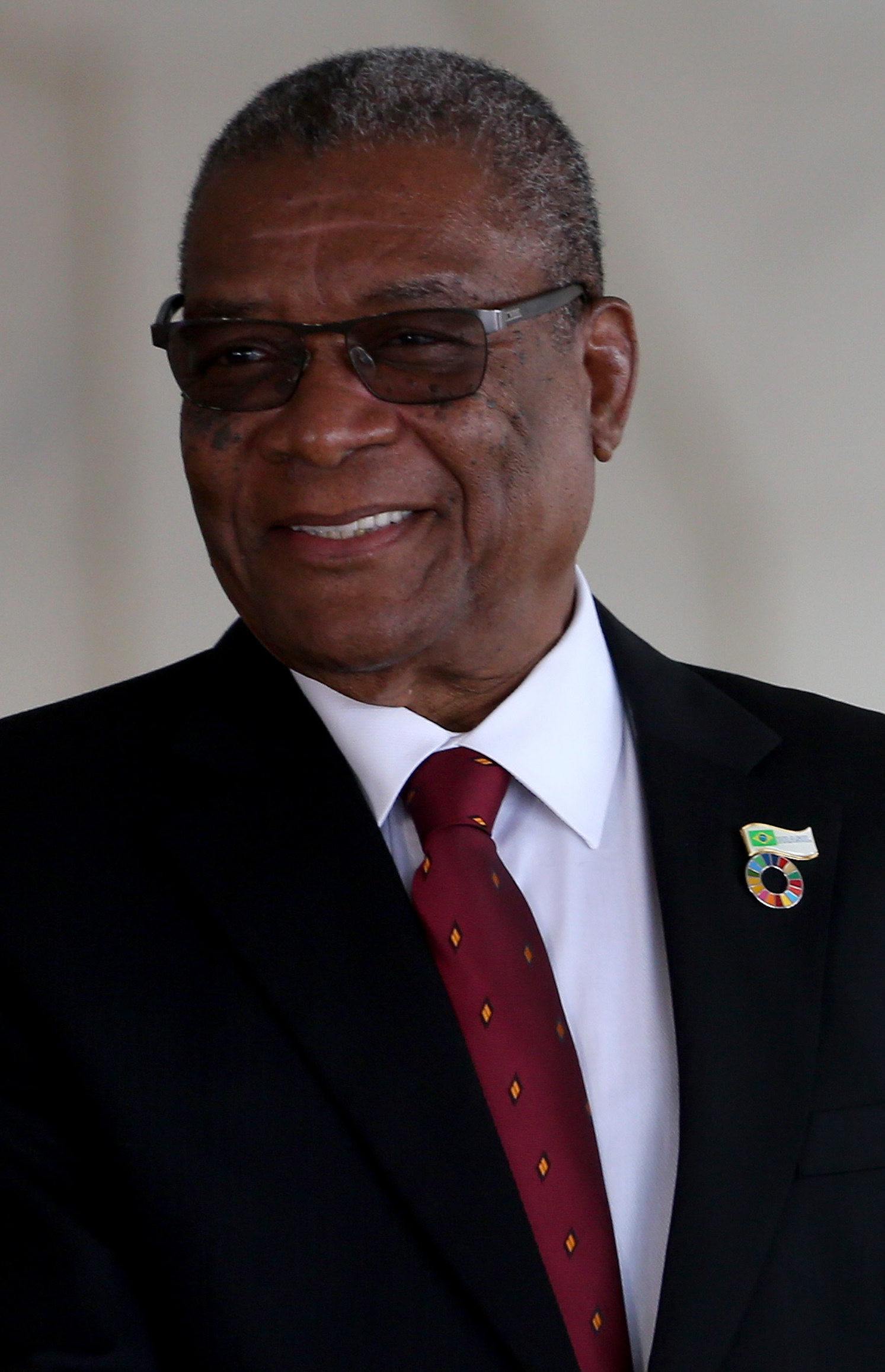
Evaristo Carvalho (2016)

Evaristo do Espírito Santo Carvalho (* 22. Oktober 1941 in Bombom; † 28. Mai 2022 in Lissabon) war ein Politiker aus São Tomé und Príncipe und 1994 und von 2001 bis 2002 Premierminister seines Landes. Von 2016 bis 2021 amtierte er als Präsident.

## Erste Amtszeit als Premierminister
Er gehörte zur Partei PCD-GR, die die ersten freien Parlamentswahlen im März 1991 mit absoluter Mehrheit gewonnen hatte. Vom 7. Juli bis zum 25. Oktober 1994 war er erstmals Premierminister, der vorherigen Regierung hatte er als Verteidigungsminister angehört. Hintergrund seiner Ernennung durch den seit 1991 regierenden Präsidenten Miguel Trovoada war ein Streit zwischen dem Präsidenten und der Mehrheit im Parlament über die Machtverteilung zwischen beiden Institutionen. Die PCD-GR lehnte eine Beteiligung an der neuen Regierung ab und Carvalho wurde aus der Partei ausgeschlossen. Er trat danach in die neue Partei Trovoadas, die Acção Democática Independente (ADI) ein. Das Parlament wurde aufgelöst und Neuwahlen für Oktober angesetzt. Nach dem Wahlsieg der ehemaligen Einheitspartei Movimento de Libertação de São Tomé e Príncipe (MLSTP-PSD) im Oktober 1994 wurde deren Generalsekretär Carlos da Graça neuer Regierungschef.

## Zweite Amtszeit als Premierminister
Seine zweite Amtszeit dauerte vom 26. September 2001 bis zum 26. März 2002. Der neue Präsident Fradique de Menezes, dessen Kabinettsdirektor Carvalho war, nominierte ihn nach der Entlassung von Guilherme Posser da Costa von der MLSTP-PSD zum Premierminister einer Koalitionsregierung. Bei den Parlamentswahlen im März 2002 erreichte die Parteienallianz Ué Kédadji, der seine ADI angehörte, 16,2 % der Stimmen und 8 der 55 Sitze im Parlament, während die MLSTP-PSD mit 24 Sitzen wieder stärkste Partei wurde. Seine Regierung wurde durch eine neue Koalitionsregierung abgelöst.

## Staatspräsident
2016 wurde er zum Staatspräsidenten gewählt.